# La prigioniera (film 1968)
La prigioniera (La prisonnière) è un film del 1968 diretto da Henri-Georges Clouzot.

## Trama
Parigi. Stan Hassler è un giovane di bella presenza, colto e raffinato, amante delle cose belle. Organizza mostre d'arte, di pittura soprattutto ma con presenza di sculture semoventi e statiche. Gilbert è un suo amico scultore, sposato con José, e spesso espone le sue opere alle gallerie molto quotate di Stan.
Proprio in una di queste occasioni José  e Stan fanno conoscenza: la ragazza rimane affascinata da questo giovane tormentato da un misterioso senso d'inquietudine. Lo frequenta e si accorge che Stan ha una passione segreta per la fotografia. In casa sua si diverte a fotografare modelle in situazioni bizzarre e provocanti. José  confida al marito Gilbert i suoi segreti e questo incrina la loro unione. José  continua a incontrare Stan e lui la convince alla fine a posare per lui, anche in coppia con un'altra modella. Tra José  e Stan nasce un legame sentimentale, ma la fragilità psicologica di Stan rende ogni viaggio un'incognita. Gilbert non si dà pace per il legame tra il suo amico e la moglie, e in un'occasione sarà protagonista di una violenta discussione con Stan sul tetto della sua casa parigina. José  è sempre più confusa e, pur amando ancora Gilbert, non può resistere al fascino di Stan, con il quale ha trascorso un week-end piacevole fino alla sua partenza improvvisa, infastidito da una banale confidenza fatta da lei. Una circostanza imprevista pone fine alle inquietudini sentimentali di José.